# Caterina Resta
Caterina Resta (Messina, 1953) è una filosofa italiana.
Si è occupata di geofilosofia e ha analizzato il pensiero di vari filosofi contemporanei, con uno speciale interesse per gli autori nichilisti, in particolare, Jacques Derrida del quale, secondo Adriana Cavarero ha fornito "un'interpretazione chiara e convincente".

## Biografia
Si laurea in filosofia nel giugno del 1977 presso l'Università degli studi di Messina con la tesi L’uomo a due dimensioni in J.P. Sartre, relatore Cesare Valenti. Gli anni seguenti (1978-1979) frequenta a Parigi i corsi della linguista e femminista Julia Kristeva, del semiologo Roland Barthes, dello psichiatra e psicoanalista Jacques Lacan e dei filosofi Gilles Deleuze, Michel Foucault e Jean Baudrillard.
Dal 1984 svolge attività di ricerca scientifica e didattica presso l'Università degli Studi di Messina. Dal 2000 è professoressa ordinaria di filosofia teoretica della stessa università. Fa parte del Consiglio direttivo della Società italiana di Filosofia teoretica.
Dirige la collana di studi filosofici "Novecento" della casa editrice Mimesis, ed è co-direttrice (con Luisa Bonesio) della collana di geofilosofia "Terra e mare".

## Pensiero
Caterina Resta ha pubblicato soprattutto sui temi della filosofia contemporanea, e in particolare: il nichilismo e i suoi autori principali, come Martin Heidegger, Ernst Jünger e Carl Schmitt; la differenza e l'alterità nel pensiero di Jacques Derrida e di Emmanuel Lévinas; la geofilosofia.
Per Adriana Cavarero, Caterina Resta fornisce "un'interpretazione chiara e convincente" del pensiero di Jacques Derrida "ponendosi meritoriamente fuori dalla schiera di coloro che, riflettendo su Derrida, si limitano ad imitare lo stile della sua scrittura, aumentandone spesso l'oscurità e l'illeggibilità".
Secondo Francesco Ferrari, dell'Università di Jena, la riflessione di Caterina Resta sul pensiero del filosofo francese offre "una chiave ermeneutica indispensabile per accedere al pensiero di Derrida: quella che lega passione e patire, impossibile e potere".
Altri studiosi vedono un'influenza del pensiero di Caterina Resta in altri ambiti, come ad esempio l'architettura, l'analisi psico-linguistica transculturale o la geopolitica.

## Opere
- La misura della differenza. Saggi su Heidegger, Guerini e Associati, Milano 1988.
- Pensare al limite. Tracciati di Derrida, Guerini e Associati, Milano 1990.
- Il luogo e le vie. Geografie del pensiero in Martin Heidegger, Angeli, Milano 1996.
- La Terra del mattino. Ethos, Logos e Physis nel pensiero di Martin Heidegger, Angeli, Milano 1998.
- Stato mondiale o Nomos della terra. Carl Schmitt tra universo e pluriverso, Pellicani, Roma 1999.
- Passaggi al bosco. Ernst Jünger nell’era dei Titani, Mimesis, Milano 2000 (con Luisa Bonesio).
- L’evento dell’altro. Etica e politica in Jacques Derrida, Bollati Boringhieri, Torino 2003.
- L’Estraneo. Ostilità e ospitalità nel pensiero del Novecento, il melangolo, Genova 2008.
- Stato mondiale o Nomos della terra. Carl Schmitt tra universo e pluriverso, Diabasis, Reggio Emilia 2009.
- (con Luisa Bonesio) Intervista sulla Geofilosofia, (a cura di R. Gardenal), Diabasis, Reggio Emilia 2010.
- Geofilosofia del Mediterraneo, Mesogea, Messina 2012.
- Nichilismo Tecnica Mondializzazione. Saggi su Schmitt, Jünger, Heidegger e Derrida, Mimesis, Milano-Udine 2013.
- La passione dell'impossibile. Saggi su Jacques Derrida, il melangolo, Genova 2016.